# St. Petersburg Ladies Trophy 2019
Il St. Petersburg Ladies Trophy 2019 è stato un torneo femminile di tennis giocato su cemento indoor. È stata la 10ª edizione del St. Petersburg Ladies Trophy, la seconda della categoria Premier nell'ambito del WTA Tour 2019. Il torneo si è giocato alla Sibur Arena di San Pietroburgo dal 28 gennaio al 3 febbraio 2019.

## Partecipanti

### Teste di serie
| Nazionalità | Giocatrice         | Ranking* | Testa di serie |
| ----------- | ------------------ | -------- | -------------- |
| Rep. Ceca   | Petra Kvitová      | 6        | 1              |
| Paesi Bassi | Kiki Bertens       | 9        | 2              |
| Russia      | Dar'ja Kasatkina   | 10       | 3              |
| Bielorussia | Aryna Sabalenka    | 11       | 4              |
| Germania    | Julia Görges       | 13       | 5              |
| Lettonia    | Jeļena Ostapenko   | 22       | 6              |
| Slovacchia  | Dominika Cibulková | 25       | 7              |
| Croazia     | Donna Vekić        | 29       | 8              |

* Ranking al 14 gennaio 2019.

### Altre partecipanti
Le seguenti giocatrici hanno ricevuto una wild card per il tabellone principale:
- Viktoryja Azaranka
- Olga Danilović
- Ekaterina Makarova
- Vera Zvonarëva

La seguente giocatrice è entrata in tabellone tramite il ranking protetto:
- Timea Bacsinszky

Le seguenti giocatrici sono passate dalle qualificazioni:

- Ekaterina Aleksandrova
- Ysaline Bonaventure
- Margarita Gasparjan
- Tereza Martincová

Le seguenti giocatrici sono entrate in tabellone come lucky loser:
- Katie Boulter
- Veronika Kudermetova

### Ritiri
Prima del torneo
- Dominika Cibulková → sostituita da  Katie Boulter
- Camila Giorgi → sostituita da  Veronika Kudermetova
- Aljaksandra Sasnovič → sostituita da  Kirsten Flipkens
- Carla Suárez Navarro → sostituita da  Alison Van Uytvanck

Durante il torneo
- Marija Šarapova

## Punti
| Evento    | V   | F   | SF  | QF  | 2T | 1T   | Q    | Q3   | Q2   | Q1   |
| Singolare | 470 | 305 | 185 | 100 | 55 | 1    | 25   | 18   | 13   | 1    |
| Doppio    | 470 | 305 | 185 | 100 | 1  | N.D. | N.D. | N.D. | N.D. | N.D. |

## Montepremi
| Evento    | V        | F       | SF      | QF      | 2T      | 1T1    | Q3     | Q2     | Q1   |
| Singolare | $141,500 | $75,555 | $40,360 | $21,700 | $11,640 | $7,385 | $3,325 | $1,770 | $980 |
| Doppio*   | $44,200  | $23,615 | $12,905 | $6,565  | $3,570  | N.D.   | N.D.   | N.D.   | N.D. |

1Il premio del qualificato equivale al premio del primo turno.

*per team

## Campionesse

### Singolare
Kiki Bertens ha sconfitto in finale  Donna Vekić con il punteggio di 7–6(2), 6-4.
- È l'ottavo titolo in carriera per Bertens, il primo della stagione.

### Doppio
Margarita Gasparjan /  Ekaterina Makarova hanno sconfitto in finale  Anna Kalinskaja /  Viktória Kužmová con il punteggio di 7-5, 7-5.